# J4M
J4M – album studyjny francuskiej piosenkarki Vitai, wydany 5 maja 2017 roku przez Indifference Prod i Play Two.

## Lista utworów
Źródło: lescharts.com
| Nr  | Tytuł                                                 | Długość |
| --- | ----------------------------------------------------- | ------- |
| 1.  | „J4M”                                                 | 1:16    |
| 2.  | „Peine & pitié” [co-écrit et co-composé avec Stromae] | 2:51    |
| 3.  | „Ça les dérange” (feat. Jul)                          | 3:04    |
| 4.  | „Comme dab” [co-écrit et co-composé avec Stromae]     | 2:53    |
| 5.  | „Tu me laisseras”                                     | 3:19    |
| 6.  | „Dans ma tête”                                        | 3:26    |
| 7.  | „Prendre l’air”                                       | 3:01    |
| 8.  | „Comme ça” (avec John Mamann)                         | 2:48    |
| 9.  | „Là où je vais”                                       | 3:13    |
| 10. | „Bienvenue à Paris”                                   | 2:47    |
| 11. | „Dis-le moi”                                          | 3:18    |
| 12. | „Un peu de rêve” (avec Claudio Capéo)                 | 3:23    |
| 13. | „Ton silence”                                         | 3:02    |
| 14. | „Just Me, Myself & moi-même”                          | 2:43    |

## Pozycje na listach
| Państwo           | Lista (2017)        | Najwyższa pozycja |
| ----------------- | ------------------- | ----------------- |
| Francja           | Top 250 Albums      | 12                |
| Belgia (Walonia)  | Ultratop 200 Albums | 14                |
| Belgia (Flandria) | Ultratop 200 Albums | 156               |